# M-1 Global

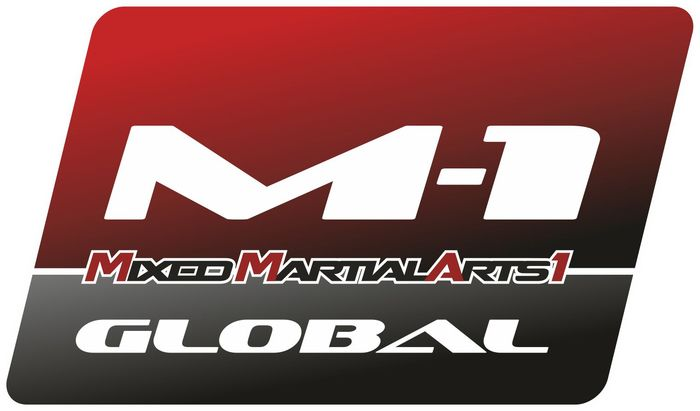
Logo

M-1 Global (dawniej M-1 Mixfight Championship) − rosyjska organizacja mieszanych sztuk walki (MMA) założona w 1998 roku z siedzibami w Amsterdamie oraz Petersburgu. Prezesem organizacji jest Wadim Finkelsztejn, a współwłaścicielem Fiodor Jemieljanienko.

## Historia[1]
Początkowo M-1 organizowało gale na terenie Petersburga. Głównym formatem rozgrywek były turnieje cztero- lub ośmioosobowe, z których byli wyłaniani mistrzowie. Do 2004 walki odbywały się w ośmiokątnej klatce. W 2008 roku została po raz pierwszy zorganizowana gala poza granicą Rosji (Holandia). Kolejne lata to ekspansja rosyjskiej organizacji na świat m.in. Hiszpanię, Japonię, Koreę Południową, Niemcy, USA, Brazylię czy Chiny stając się rozpoznawalną marką na świecie.
Od 2007 M-1 kilkukrotnie współpracowało przy organizacji dużych gal m.in. ze Strikeforce czy DREAM.
W M-1 Global swoje kariery rozpoczynali m.in. Andrej Arłouski, Aleksiej Olejnik, Gilbert Yvel, Andriej Siemionow, Amar Sułojew czy Ibragim Magomiedow.
Na rosyjskich galach toczyło walki wielu Polaków m.in. byli mistrzowie tejże organizacji Rafał Moks i Damian Grabowski, zwycięzca turnieju M-1 Grand Prix 2013 oraz mistrz wagi ciężkiej Marcin Tybura, pretendenci do pasów mistrzowskich Marcin Zontek i Tomasz Narkun oraz wieloletni zawodnik KSW Łukasz Jurkowski.
Aktualnie walki toczone są w ringu bokserskim lub jego ośmiokątnej wersji. Gale są transmitowane w internecie na oficjalnej stronie organizacji po uprzednim opłaceniu miesięcznej subskrypcji.

## M-1 Selection
Gale typu Selection były cyklem mniejszych gal i turniejów organizowanych w latach 2010-2011 które miały za zadanie wyłaniać nowe gwiazdy mieszanych sztuk walki oraz mistrzów M-1. Zorganizowano serie gal podzielonych na strefy: wschodnioeuropejską, zachodnioeuropejską i amerykańską z których wyłoniono po szeregu eliminacji pretendentów do inauguracyjnych pasów mistrzowskich w poszczególnych kategoriach wagowych.

## M-1 Challenge
Cykl większych gal na których początkowo rywalizowały ze sobą drużyny z różnych krajów (pięciu zawodników w każdej drużynie). W pierwszym sezonie wystartowało dziewięć drużyn podzielone na dwie grupy:
- grupa A: Niemcy, Hiszpania, Japonia, Holandia, Rosja (Legion)
- grupa B: USA, Korea Południowa, Francja, Finlandia, Rosja (Red Devil)

W drugim sezonie wystartowało szesnaście drużyn podzielonych na cztery grupy:
- grupa A: Hiszpania, Francja, Japonia, Wielka Brytania
- grupa B: USA (Zachód), Brazylia, Korea Południowa, Rosja (Imperial Team)
- grupa C: Bułgaria, Benelux (Belgia i Holandia), Finlandia, USA (Wschód)
- grupa D: Turcja, Niemcy, World Team (drużyna składająca się z zawodników z różnych krajów), Rosja (Legion)

Drużyny z poszczególnych grup z najlepszym bilansem zwycięstw drużynowych oraz indywidualnych spotykały się w finale (sezon pierwszy) lub wcześniej w półfinale i na koniec w finale (sezon drugi).

### Tryumfatorzy
- Sezon pierwszy 2008/2009 (M-1 Challenge Finals) - Rosja (Red Devil) pokonując Holandię 4-1
- Sezon drugi 2009 (M-1 Challenge 20: 2009 Finals) - Rosja (Legion) pokonując USA (Zachód) 5-0

W 2010 roku format Challenge został zmieniony z rywalizacji drużynowych na standardowe pojedyncze pojedynki na których były toczone do 2011 finały turniejów z cyklu Selection oraz aktualnie pojedynki mistrzowskie w poszczególnych kategoriach wagowych przez co stał się głównym cyklem organizacji.

## M-1 Fighter
M-1 Global współprodukcje wraz z rosyjskim kanałem telewizyjnym Bojec (Боец) reality show pt. „M-1 Fighter”. Program ten ma za zadanie wyłonić z szeregu eliminacyjnych turniejów najlepszych zawodników z poszczególnych kategorii wagowych. Nagrodą główną za wygranie programu jest kontrakt z organizacją M-1 Global.

## M-1 Medieval
Jest to cykl turniejów walk rycerskich w formule full-contact które odbywają się na galach M-1 między pojedynkami MMA. Zawodnicy są ubrani w zbroje rycerskie, uzbrojeni w nienaostrzone miecze, oraz tarcze. Poza ciosami mieczem oraz tarczą, zawodnicy-rycerze mogą używać m.in. kopnięć, podcięć, rzutów i obaleń. Walki nie są reżyserowane. Tak jak w MMA prowadzone są również oficjalne rankingi i rekordy zawodników.

## Mistrzowie
| Kategoria  | Waga              | Mistrz | Od | Obrony tytułu |
| ---------- | ----------------- | ------ | -- | ------------- |
| Ciężka     | bez limitu        | wakat  |    |               |
| Półciężka  | do 93 kg (205 lb) | wakat  |    |               |
| Średnia    | do 84 kg (185 lb) | wakat  |    |               |
| Półśrednia | do 77 kg (170 lb) | wakat  |    |               |
| Lekka      | do 70 kg (155 lb) | wakat  |    |               |
| Piórkowa   | do 66 kg (145 lb) | wakat  |    |               |
| Kogucia    | do 61 kg (135 lb) | wakat  |    |               |
| Musza      | do 57 kg (125 lb) | wakat  |    |               |

## Lista mistrzów M-1
- Chronologiczna lista mistrzów M-1 Global

## M-1 Grand Prix
Od 2013, okazjonalnie organizowane są turnieje w poszczególnych kategoriach wagowych, zwane Grand Prix. Startują w nich głównie utytułowani zawodnicy oraz mistrzowie M-1.
| Gala             | Data       | Kategoria | Zwycięzca            | Finalista             |
| ---------------- | ---------- | --------- | -------------------- | --------------------- |
| M-1 Challenge 42 | 20.10.2013 | ciężka    | Marcin Tybura        | Konstantīns Gluhovs   |
| M-1 Challenge 68 | 16.06.2016 | średnia   | Aleksandr Szlemienko | Wiaczesław Wasilewski |